# はくさん信用金庫
はくさん信用金庫（はくさんしんようきんこ、英語：Hakusan Shinkin Bank）は、石川県金沢市に本店を置く信用金庫である。
2020年（令和2年）9月7日に、石川県金沢市に本店を置く旧北陸信用金庫（ほくりくしんようきんこ、英語：Hokuriku Shinkin Bank、旧愛称はほくしん)と白山市に本店を置く旧鶴来信用金庫とが対等合併し名称変更した。

## 概要
本店のある金沢市以南の石川県南部を営業区域とする信用金庫。
旧北陸信用金庫は、1971年（昭和46年）に石川県南部の3信用金庫（石川・美川・小松）が合併して発足。合併前の3信用金庫の営業地盤である白山市・小松市周辺に支店が多い。業務効率化のため、営業区域が重なる旧鶴来信用金庫と2020年に対等合併した。合併時は25店あったものの、2021年度に店舗の統廃合を行い、4店舗削減され、現在は21店である。

## 沿革
- 1918年（大正7年）8月16日 - 有限責任松任購買信用組合設立。
- 1924年（大正13年） - 有限責任小松庶民信用組合設立。
- 1927年（昭和2年） - 有限責任美川信用組合設立。
- 1951年（昭和26年）12月17日 - 小松信用組合設立（同年12月25日に小松信用金庫に改称し、信用金庫に転換）。
- 1952年（昭和27年）3月22日 - 松任信用金庫設立。
- 1955年（昭和30年）1月31日 - 美川信用金庫設立。
- 1964年（昭和39年）8月8日 - 松任信用金庫、石川信用金庫に商号変更。
- 1971年（昭和46年）10月1日 - 小松・美川・石川の各信用金庫が合併し、北陸信用金庫設立[5]。
- 2002年（平成14年）4月22日 - 旧だいしん信用組合の一部店舗を金沢信用金庫とともに譲受[6][7]。
- 2006年（平成18年）9月4日 - 平日の窓口営業時間を16時まで延長するサービスを全店舗で開始。
- 2012年（平成24年）4月23日 - セディナと提携しカードローンの取り扱いを開始[8]。
- 2016年（平成28年）10月1日 - 合併45周年を機に、新しいロゴタイプをHokurikuのHを形取ったものに制定（写真参照）。
- 2019年（平成31年）1月29日 - 鶴来信用金庫との業務提携を締結[5][9]。
- 2020年（令和2年）
  - 6月12日 - 総代会を開き、はくさん信用金庫への合併を決議[1]
  - 9月7日  - 鶴来信用金庫と対等合併し[10]、はくさん信用金庫に名称変更[1][3][4]。
- 2025年（令和7年）4月7日 - この日から磁気の影響を受けにくい新しい通帳（Hi-Co通帳）を取扱開始した(Hi-Co通帳に対応していない信用金庫ATMではHi-Co通帳は使えない。)[11]。

## 営業区域
2020年の合併時点。なお、はくさん信用金庫をはじめとする石川県内の信用金庫はすべて県内全域を営業区域と定めていない（富山県・福井県の信用金庫はすべて県内全域を営業区域としている）。
- かほく市および河北郡以南の石川県[5][12]

## 店舗

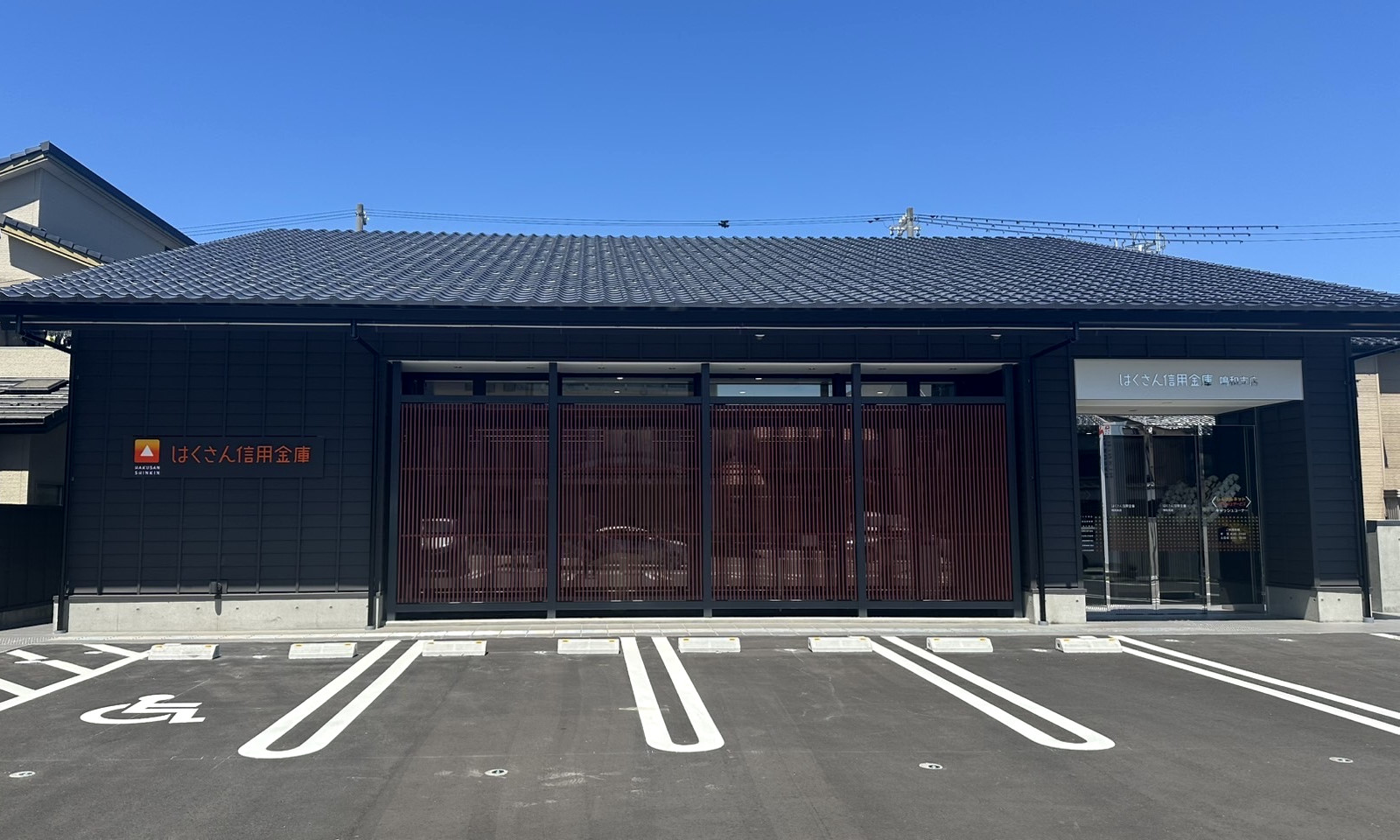
鳴和支店（令和７年４月14日新築オープン）

2025年4月時点。現在の店舗は、公式サイトの店舗・ATM一覧を参照。前述の営業区域のうち、かほく市・河北郡2町（津幡町・内灘町）・加賀市には出店していない。数字は店番。
旧北陸信用金庫の店舗
- 金沢市：本店営業部と2支店
  - 001 本店営業部
  - 012 鳴和支店
  - 019 金沢西支店
- 野々市市：1支店
  - 003 野々市支店
- 白山市：3支店
  - 004 松任支店
  - 005 美川支店
  - 018 千代野支店
- 小松市：3支店
  - 006 小松中央支店
  - 009 粟津駅前支店
  - 021 小松東支店

旧鶴来信用金庫の店舗
- 白山市：つるぎ営業部と3支店
  - 101 つるぎ営業部（旧鶴来信用金庫本店）
  - 103 白峰支店
  - 110 明光支店
  - 115 松任南支店（旧鶴来信用金庫松任支店）
- 金沢市：1支店
  - 108 米丸支店
- 野々市市：1支店
  - 109 野々市南支店（旧鶴来信用金庫野々市支店）
- 能美郡川北町：1支店
  - 116 川北支店
- 能美市：3支店
  - 104 根上支店
  - 105 寺井支店
  - 106 辰口支店
- 小松市：1支店
  - 114 小松支店

## 特徴的なサービス
旧北陸信用金庫では、2006年9月4日から平日の窓口の営業時間を16時まで延長していた。これは都市銀行・地方銀行も含めて北陸3県の金融機関では初めての実施である（ゆうちょ銀行を除く）。
2003年には、白山市にある商業施設アピタ松任店に、サテライト店舗「ほくしん あさがお広場」（正式店舗名は「アピタ松任店出張所」）を開設。ここでは通常金融機関が休日となる土曜日・日曜日・祝日、および窓口業務が終了した夜間でも出入金業務を通常通り行っていた。商業施設での店舗開設と夜間営業は北陸地方の金融機関では初めての取り組みであった（店舗は2020年時点で閉鎖されている）。

## ATMについて
ATMでは、北陸地方3県（富山県・石川県・福井県）内に本店を置く信用金庫（しんきん北陸トライアングルネットワークATMサービス）のカードに限ってATM利用時間内に関わらず入出金手数料が終日無料で利用できるほか、北陸3県以外の信用金庫（しんきんATMゼロネットサービス）のカードでも平日8時45分から18時までの入出金・土曜9時から14時までの出金に限り手数料が無料で利用できる。